# Campionati italiani assoluti di atletica leggera 1910
I V campionati italiani assoluti di atletica leggera si sono tenuti a Milano, precisamente presso la pista dell'Unione Sportiva Milanese (che aveva uno sviluppo di 375 metri), l'8 e 9 ottobre 1910. Furono assegnati dodici titoli in altrettante discipline, tutti in ambito maschile.
In questa edizione dei campionati tornarono a svolgersi le gare della marcia 10 000 metri e della marcia 40 km insieme alle gare della mezza maratona e della Maratona, che l'anno precedente si erano tenute in un campionato apposito. Marcia 10 000 metri e mezza maratona (sulla distanza dei 20 km) si corsero su pista, mentre la marcia 40 km e la maratona (anch'essa corsa sulla distanza dei 40 km) si disputarono su un percorso che andava da Gallarate a Milano, passando per Legnano e Rho.
Fu inoltre introdotta la gara della staffetta 4×440 iarde, considerata parte dei campionati anche se disputata fuori programma come "Coppa del Re".
Il 18 dicembre si sarebbe dovuto assegnare a Firenze il titolo di campione italiano nella corsa campestre, ma la gara non fu disputata in quanto il percorso non fu tracciato e la società organizzatrice, il Club Atletico Fiorentino, dovette rimborsare le spese a tutti i concorrenti.

## Risultati

### Le gare dell'8-9 ottobre a Milano
| Specialità                         | Oro                                                                                  | Prestazione | Argento                                                                                  | Prestazione | Bronzo                                                                       | Prestazione |
| 100 m                              | Franco Giongo Athletic Club Torino                                                   | 11"2/5      | Carlo Binda Football Club Internazionale Milano                                          | a 1 metro   | Umberto Barozzi Sport Club Audace Torino                                     | a spalla    |
| 400 m                              | Franco Giongo Athletic Club Torino                                                   | 54"1/5      | Roberto Bacolla Athletic Club Torino                                                     | s/t         | Massimo Cartasegna Athletic Club Torino                                      | s/t         |
| 1000 m                             | Guido Calvi Società Bergamasca di Ginnastica e Sports Atletici Atalanta              | 2'44"2/5    | Giovanni Dragone Sport Club Audace Torino                                                | 2'45"2/5    | Pietro Martina Società Podistica Vicenza                                     | 2'46"2/5    |
| 5000 m                             | Giuseppe Cattro Sport Club Audace Torino                                             | 16'09"4/5   | Alfonso Orlando Società Bergamasca di Ginnastica e Sports Atletici Atalanta              | 16'23"1/5   | Guglielmo Becattini Itala Firenze                                            | 16'54"0     |
| Mezza maratona (20 000 m su pista) | Pericle Pagliani Cristoforo Colombo Roma                                             | 1h13'00"2/5 | Antonio Morganti Sport Club Audace Torino                                                | 1h13'05"0   | Alessandro Stellani Società Sportiva Alba Roma                               | 1h13'11"0   |
| Maratona (40 km)                   | Antonio Fraschini Unione Sportiva Omegnese                                           | 2h38'46"1/5 | Domenico Baghini Agamennone Milano                                                       | 2h42'00"0   | Lorenzo Lombardi Spor Club Audace Piacenza                                   | 2h47'00"0   |
| 110 m hs                           | Emilio Brambilla Società Ginnastica Milanese Forza e Coraggio                        | 17"3/5      | Luigi Boffi Football Club Internazionale Milano                                          | 18"4/5      | Angelo Vigani Sport Club Italia                                              | 20"0        |
| 1200 m siepi                       | Angelo Vigani Sport Club Italia                                                      | 3'42"2/5    | Giuseppe Cattro Sport Club Audace Torino                                                 | 3'45"2/5    | Giovanni Dragone Sport Club Audace Torino                                    | 3'45"3/5    |
| Marcia 1500 m                      | Fernando Altimani Società Ginnastica Pro Patria Milano                               | 6'53"0      | Alcide Billi Agamennone Milano                                                           | s/t         | Plinio Masini Associazione Ginnastica Sport Padova                           | s/t         |
| Marcia 10 000 m                    | Fernando Altimani Società Ginnastica Pro Patria Milano                               | 50'49"0     | Mario Vitali Sport Club Italia                                                           | 51'44"3/5   | Alfredo Boni Sport Club Italia                                               | 52'14"2/5   |
| Marcia 40 km                       | Italo Bertola Sport Club Italia                                                      | 3h50'48"    | Giovanni Brunelli Agamennone Milano                                                      | 3h52'15"    | Fossati di Alessandria                                                       | s/t         |
| Staffetta 4×440 iarde              | Athletic Club Torino Secondo Artino Roberto Bacolla Massimo Cartasegna Franco Giongo | 3'43"0      | Società Podistica Vicenza Giulio Ghiselli Pietro Martina Angelo Rossi Amilcare Zorzenone | s/t         | Ginnastica e Scherma Novara Pozzi Ferrighi Virginio Rigolone Angelo Marforio | s/t         |